# 智恩寺 (宮津市)
智恩寺（ちおんじ）は、京都府宮津市にある臨済宗妙心寺派の寺院。山号は天橋山（てんきょうざん）。
地形にちなんで通称「切戸（きれと）の文殊」や「九世戸（くせど）の文殊」、また「智恵（知恵）の文殊」と呼ばれ、奈良県桜井市の安倍文殊院（安倍文殊）、山形県高畠町の大聖寺（亀岡文殊）などとともに日本三文殊のひとつとされる。本尊の文殊菩薩は秘仏とされ、正月三が日、1月10日、7月24日の年5日の開帳がある。
2017年（平成29年）4月、文化庁により、地域の歴史的魅力や特色を通じて日本の文化・伝統を語るストーリー「日本遺産」の「丹後ちりめん回廊」を構成する文化財のひとつに認定された。

## 歴史
寺伝によれば、808年（大同3年）の平城天皇の勅願寺として創建されたという。延喜年間（10世紀初頭）には、醍醐天皇から勅額を下賜されたというが、以後、中世までの歴史は判然としない。当初は密教（真言宗）の寺院で、禅宗寺院になるのは南北朝時代以降である。
古くから文殊信仰の霊場として知られ、謡曲「九世戸（くせのと）」の題材となっている。現存する多宝塔は室町時代のものだが、本堂、山門、方丈などはいずれも近世以降のものである。

## 文化財

### 重要文化財（国指定）
- 多宝塔 - 丹後国守護代・延永春信によって建立され、1501年（明応10年）に落成[7]。
- 木造文殊菩薩・脇侍 善財童子及び優填王像
- 金鼓 - 1322年（至治2年）銘、高麗時代。鋳銅、面径49.2センチメートル[8]。
- 鉄湯船 - 1290年（正応3年）に河内国の鋳物師・山川貞清により制作された。現在は手水鉢として使われている[9]。

### 府指定文化財
- 文殊堂 - 1657年（明暦3年）の改修により現在の形となる。1997年（平成9年） - 1999年（平成11年）保存修理を施工[10]。
- 山門（黄金閣） - 1767年（明和4年）9月上棟[8]。
- 鐘楼門（暁雲閣） - 1722年（享保7年）建立[8]。
- 「萬福寺」扁額 - 1346年（貞和2年）。木製黒漆塗、53.2×33.6センチメートル[8]。
- 絹本著色 釈迦三尊像 - 南北朝時代。一幅、113.0×63.8センチメートル[8]。
- 絹本著色 地蔵菩薩像 - 南北朝時代。一幅、144.2×78.7センチメートル[8]。
- 九世戸縁起 - 室町時代。一巻、25.1×513.5センチメートル[8]。
- 九世戸智恩寺幹縁疏并序 - 1486年（文明18年）。一巻、27.7×162.9センチメートル[8]。
- 木造大日如来坐像 - 康珎 作

### 市指定文化財
- 山門（黄金閣） - 1767年（明和4年）9月上棟[8]。
- 石造地蔵菩薩立像 - 3体（南2体・北1体）の等身地蔵菩薩像のうち2体（南右側1体・北1体）が1993年（平成5年）に指定[11]。
- 三角五輪塔

### その他
- 方丈 - 1841年（天保12年）再建、東西24メートル、南北16メートル[8]。
- 庫裏 - 1799年（寛政11年）再建、東西15メートル、南北20メートル、高さ10メートル[8]。
- 鐘楼 - 1881年（明治14年）建立、東西・南北3.6メートル[8]。
- 鎮守堂 - 1849年（嘉永2年）再建、東西3メートル、南北2メートル[8]。
- 豫科練供養塔
- 力石 - 大130キログラム・中100キログラム・小70キログラム。祭りなどの余興に持ち上げた石を奉納したもので、この石に触わると知恵を授かるといわれる[12]。

彫刻
- 地蔵菩薩立像 - 鎌倉時代（後期）。木造、96.7センチメートル[8]。
- 大日如来坐像 - 1501年（文亀元年）銘。多宝塔の本尊[8]。

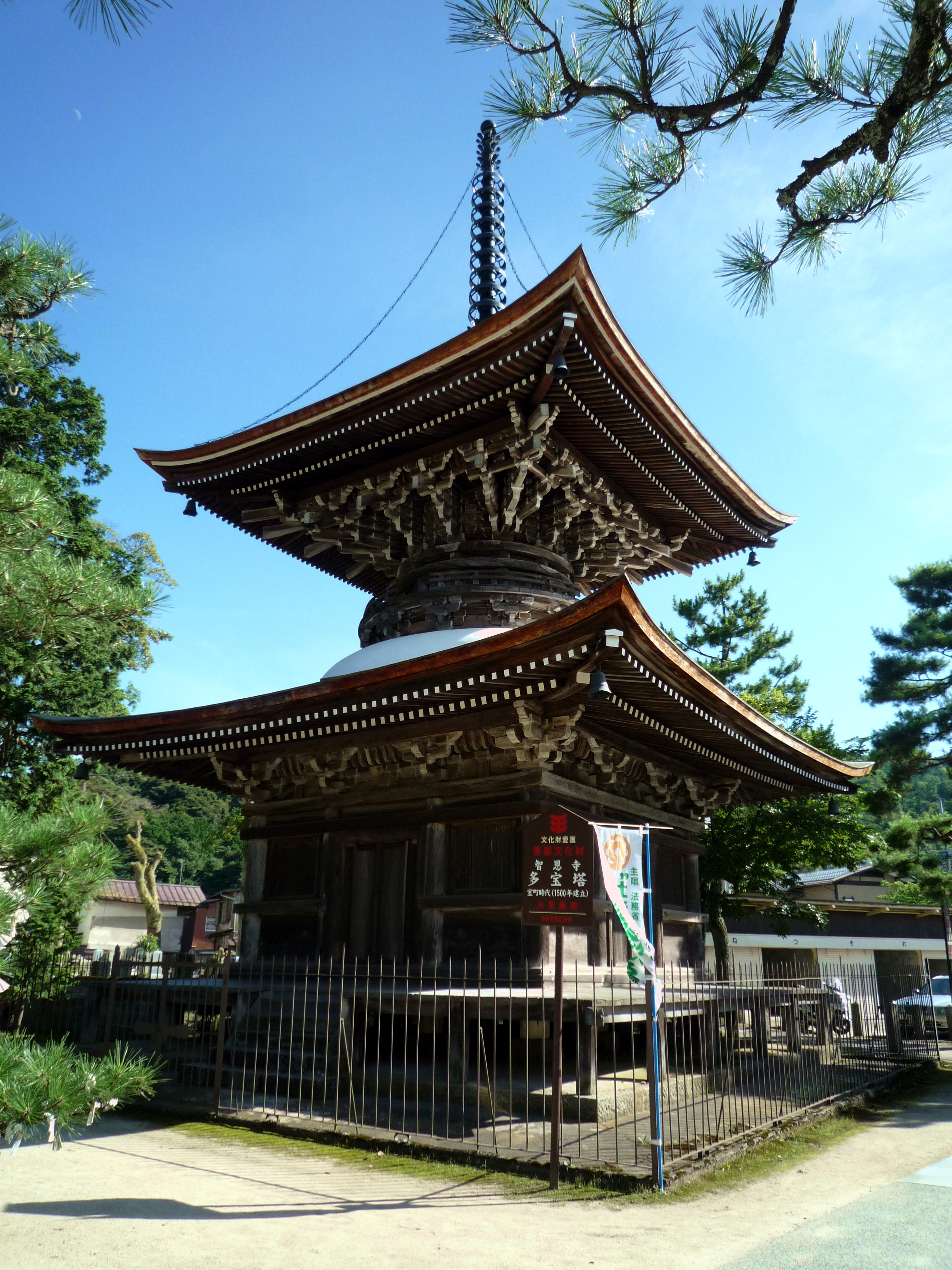
多宝塔
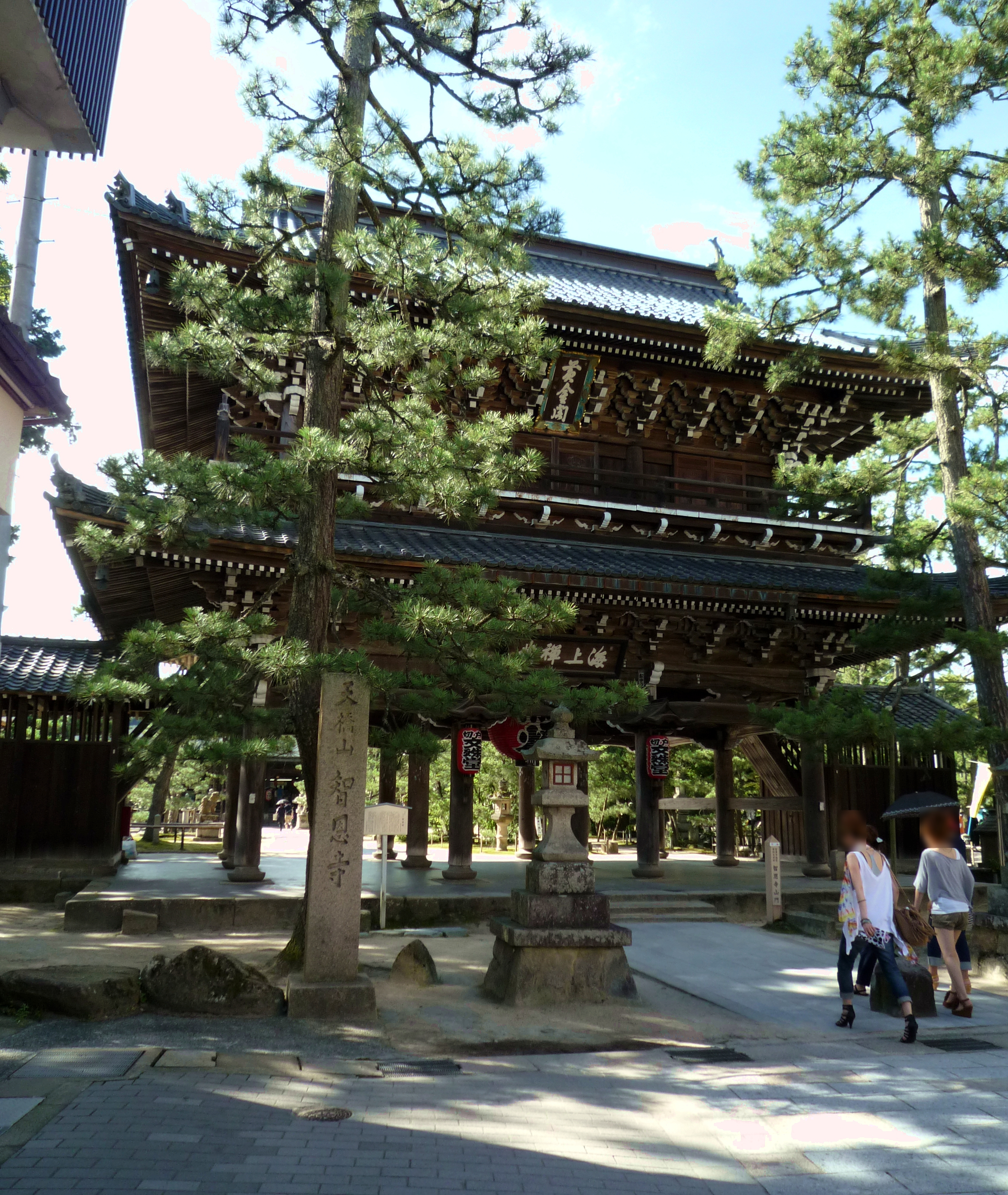
山門
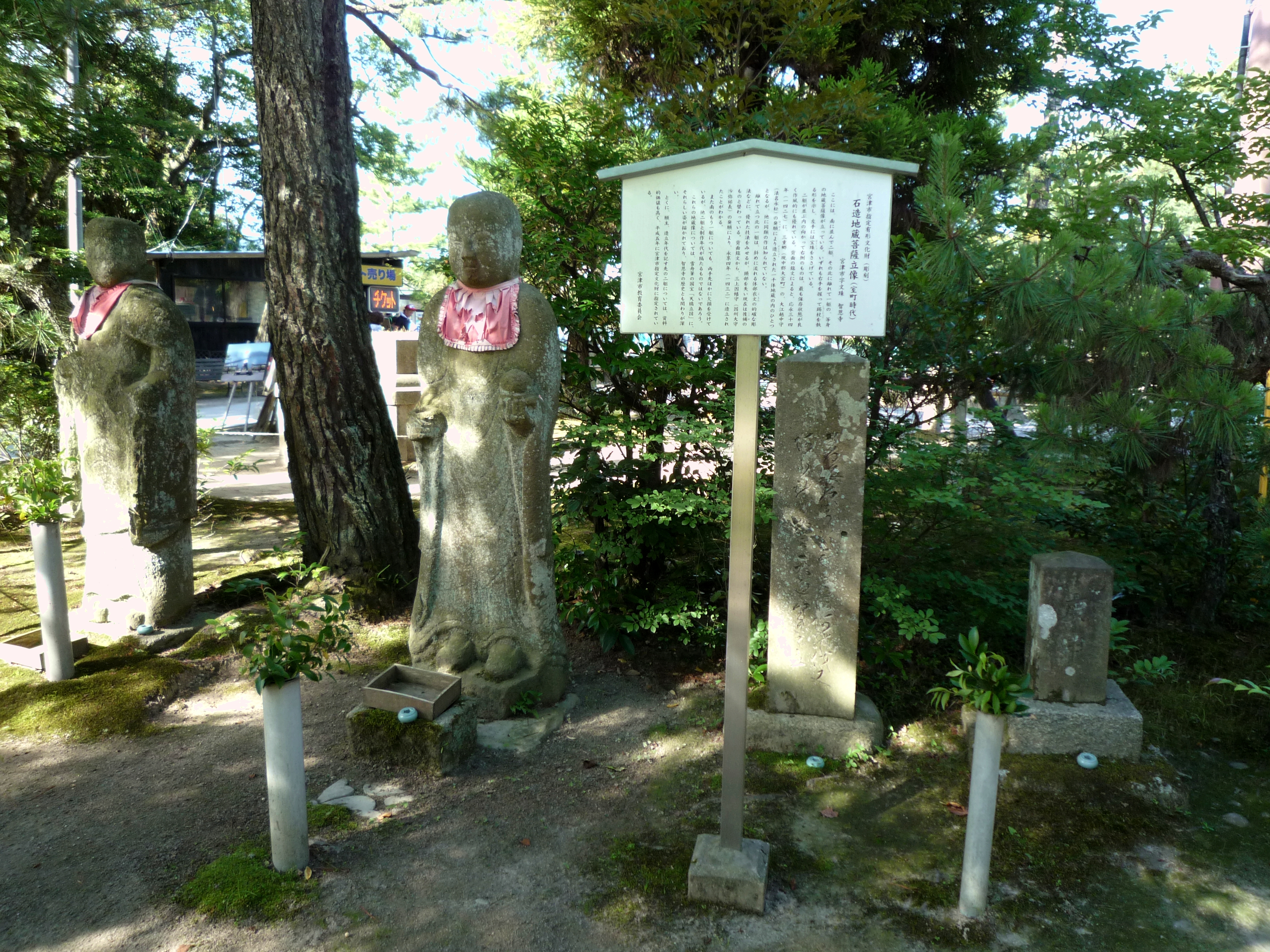
石造地蔵菩薩立像 （南に並ぶ2体）
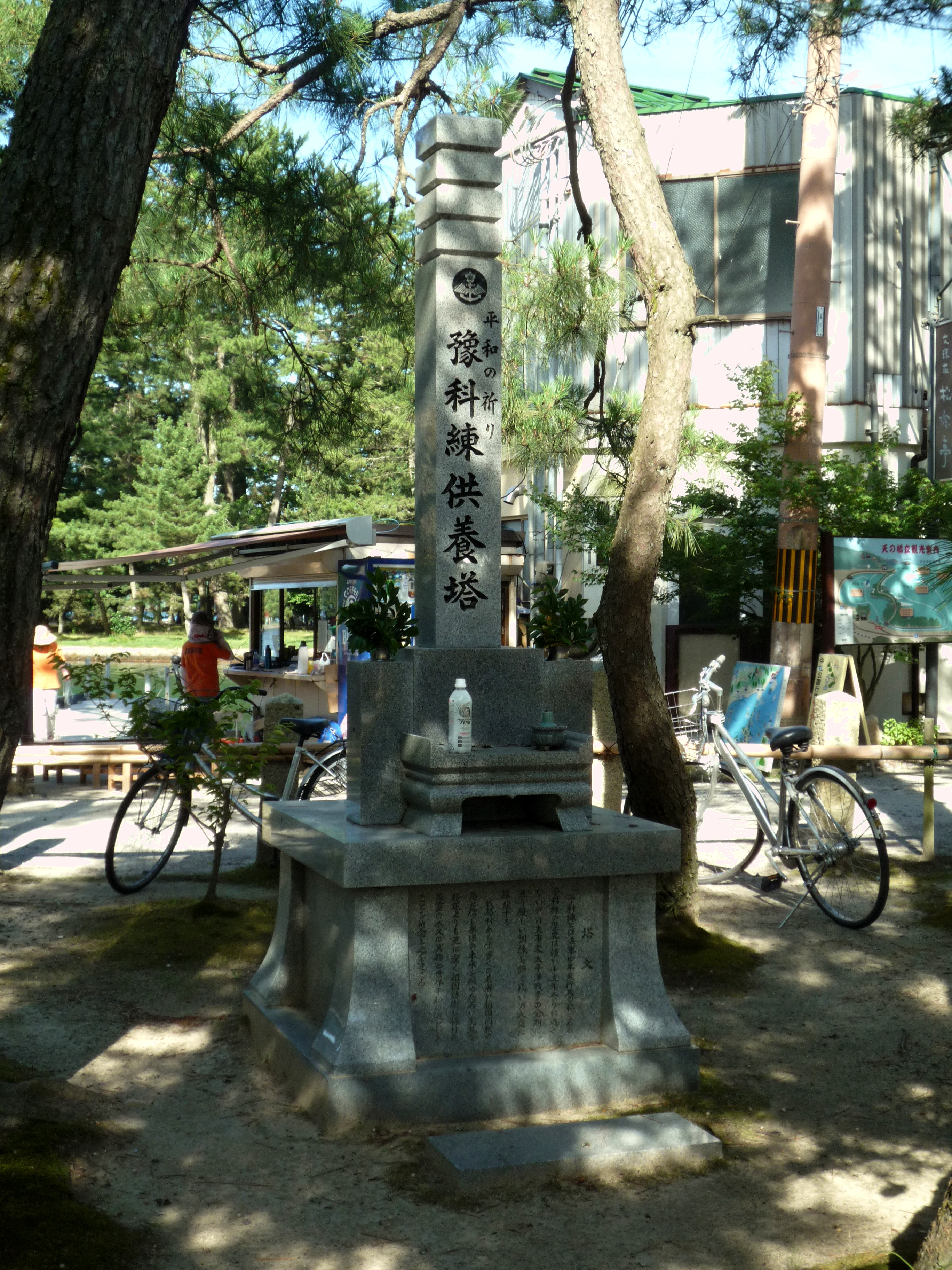
豫科練供養塔
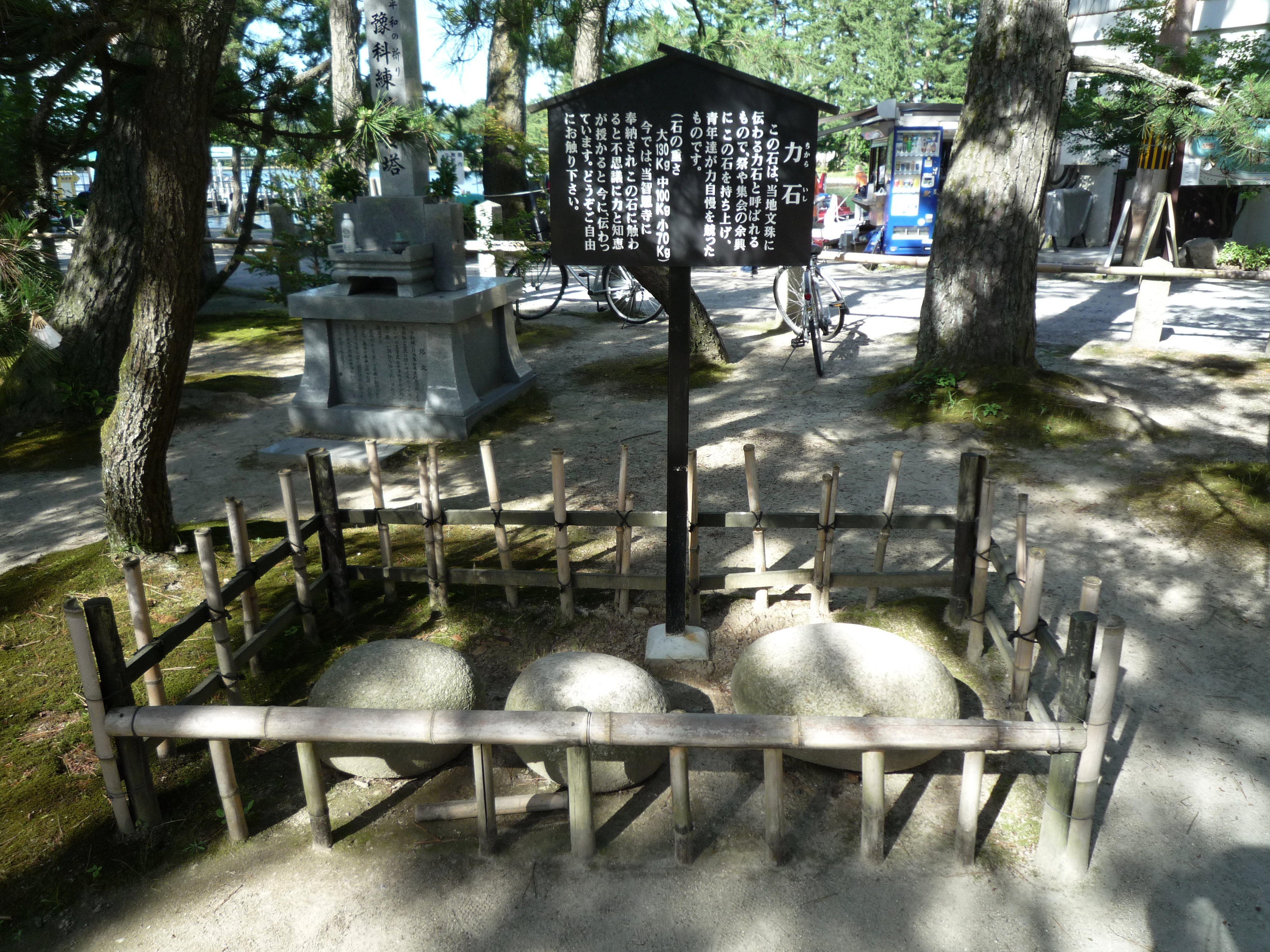
力石

## 交通アクセス
- 京都丹後鉄道宮豊線天橋立駅下車、徒歩約5分

## 出版物
- 永濱 宇平『天橋立』天橋山智恩寺、1930年。NCID BA32834782。
  - 改訂版『天橋立』六松堂、1931年。NCID BB03553936。
- 京都プランニングハウス、若杉 準治『智恩寺と天橋立』天橋山智恩寺、1999年、NCID BC07339491、NCID BC07339505。